# Chiesa di Santa Cristina (Pàncole)
La chiesa di Santa Cristina si trova a Pancole, una frazione di Greve in Chianti in provincia di Firenze.

## Storia e descrizione
La chiesa, di origine romanica, è stata recentemente restaurata, e custodisce un quadro con la Madonna in gloria fra i Santi Lorenzo, Leonardo e Cristina di scuola fiorentina del Cinquecento, recentemente attribuito a Bernardino Poccetti e bottega. Nella cappella a sinistra della navata si conserva inoltre una pala con la Madonna col Bambino, santi e il donatore, riferibile al Maestro del Tondo Greenville, un artista toscano o umbro attivo a cavallo tra Quattro e Cinquecento.
Della santa titolare, particolarmente venerata sul territorio, si conserva un prezioso reliquiario di bronzo dorato e smaltato risalente al XV secolo.